# Железнице Азербејџана
Железнице Азербејџана (азер. Azərbaycan Dəmir Yolları, ADY) је државно предузеће коме је главна делатност обављање промета роба и путника на пругама, вуча возова и одржавање вучних јединица, одржавање пруге и технички надзор, у Азербејџану. Настао је након распада Совјетског Савеза од распаднутих Совјетских железница 1991. године. Седиште се налази у Бакуу

## Железничка мрежа
Азербејџан је имала 2.932 км железничке пруге 2.117 км (72%) двоколосечно, 815 (28%) км једноколосечно). 1.272 км (43%) пруге је електрификовано напоном 3 kV једносмерне струје. Ширина колосека је 1520 мм (руског колосека), као у Русији и другим постсовјетским државама. У функцији је 176 станица.

### Железничке везе са другим земљама
- Грузија – Отвори – 1520 мм (руског колосека) (линија Тбилиси – Баку)
- Русија – Отвори – 1520 мм (руског колосека)
- Иран – Отвори – 1435 мм (нормалног колосека)
- Турска – Отвори – 1435 мм (нормалног колосека) (преко Грузије, линија Карс – Тбилиси – Баку)
- Јерменија – Затворено – 1520 мм (руског колосека) – затворен због рата у Нагорно-Карабаху 1988. – 1994.